# Wells Fargo Center (Denver)
El Wells Fargo Center es un rascacielos situado en Denver, Colorado, Estados Unidos. Se parece a una caja registradora o un buzón y es conocido localmente como el "Edificio Caja Registradora" o "Edificio Buzón." Tiene 213 m de altura y es el tercer edificio más alto de Denver, por detrás del Republic Plaza (218 m) y la Qwest Tower (216 m). El edificio se sitúa en una colina, haciendo que se eleve por encima de estos dos edificios, pero su altura del terreno al techo es menor. Tiene 52 plantas. 
Diseñado por el arquitecto Philip Johnson y completado en 1983, es el edificio más reconocible de downtown Denver. Dado que fue diseñado originalmente para una ciudad de Texas, era necesario una cubierta climatizada para prevenir la acumulación de nieve y que se deslice peligrosamente por la corona curvada. Situado en el 1700 de Lincoln Street, un pasadizo elevado por encima de Lincoln Street conecta el Wells Fargo Center con el edificio del 1700 de Broadway, que contiene una food court, un pequeño museo con artefactos y recuerdos de la historia de Wells Fargo, y la sucursal de Downtown Denver de Wells Fargo Bank. Ambos edificios tienen grandes atrios construidos en el mismo estilo caja registradora.
El edificio tiene su propio código postal, 80274.

## Galería de imágenes

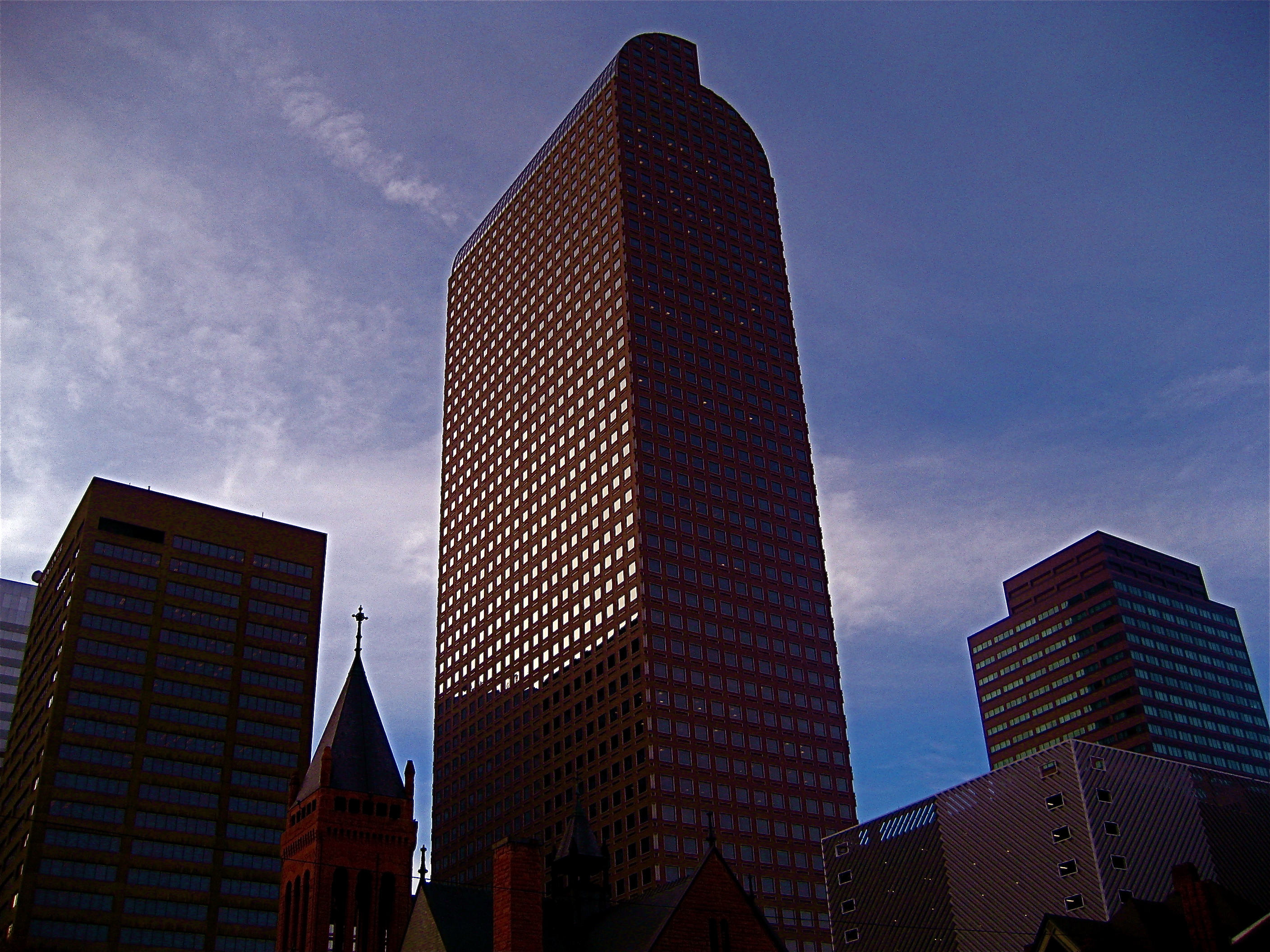
Wells Fargo Center
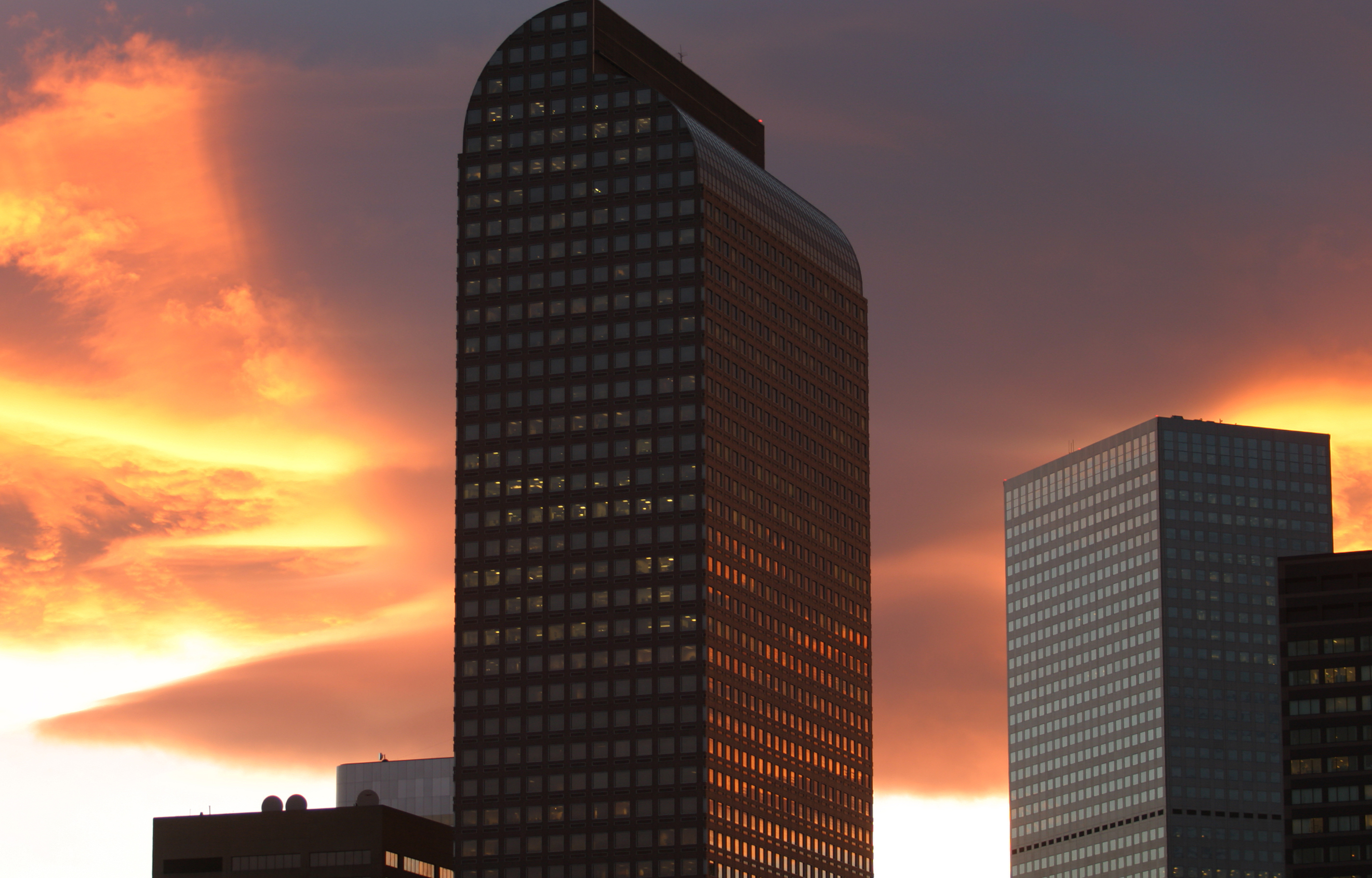